# 鳥山玉一
鳥山 玉一（とりやま たまいち、延享元年（1744年） - 没年不詳） は江戸時代中期の検校。富豪として名を馳せ、吉原の花魁を大金おさめて身請けしている。

## 生涯
当道座妙観派に属して検校の稲村政一に師事し、安永2年（1773年）、検校職となる。多くの検校と同じく金融業を営み富裕を極め、日本橋瀬戸物町に持家を構え、20万両の財産があったという。
安永4年（1775年）、吉原松葉屋の花魁・瀬川を800両で身受けしたことで江戸市中の話題を攫った。
安永7年（1778年）、旗本の森忠右衛門が借金苦を理由に家族とともに逐電する事件が発生。森は程なく縛に就いたものの、取り調べにより検校らによる過大な高利貸しの実態が発覚した。これは検校ら職業盲人の原資は幕府公金から支出されているため、それを元とした不当な高利貸し行為が見咎められたものであり、幕府も当道座惣録へ指導していたものの、改善されず今回の事件発覚を契機として摘発となった。これにより鳥山、名護屋、梅浦、松岡、松浦、相馬、神山、川西の8人の検校らは就縛。加えて鳥山については、大枚をはたいての吉原通いと瀬川落札についても糾弾された。
安永8年（1779年）、当道座の座法に基づき、獄死した名護屋を除く7人の検校に解官・不座（当道座除名）・追放の処分が下った。鳥山も京都の惣録の下に身柄を移され、7人の検校の中では最も重い武蔵・山城・摂津・遠江より追放の上、解官・不座となった。その他にも処罰された者がいるが、鳥山の関係者では手代の孫兵衛が獄死、同じく手代の惣兵衛と弟子の春木都と林可は預の処分が下っている。
瀬川身請けと一連の栄華盛衰は文学の格好の題材とされ、田螺金魚による『契情買虎之巻』は瀬川身請けが題材である。また狂言でもこの一件を題材にしたものが上演され、大入りとなったという。なお徳川家治の脈を取ったことで知られる町医者・若林敬順は、元々鳥山に仕える手代だったという。
処分12年後の寛政3年（1791年）に梅浦・神山・川西の元検校らとともに赦免され復官している。

## 関連作品
テレビドラマ
- べらぼう〜蔦重栄華乃夢噺〜（2025年、NHK大河ドラマ、演：市原隼人）[15]